# Louis Gillet
Louis Gillet (París, 11 de diciembre de 1876-ibidem, 1 de julio de 1943) fue un historiador de arte e historiador de la literatura francesa. Fue miembro de la Academia Francesa ocupando el asiento número 13.

## Datos biográficos
Louis Gillet nació en París 11.º. Fue padre de Simone Demangel y del arquitecto Guillaume Gillet.
Ingresó en 1896 a la Escuela Normal Superior de París. Conoció a Charles Péguy y a Romain Rolland, con el que mantuvo una correspondencia hoy publicada. 
El 21 de noviembre de 1935, fue elegido a la Academia francesa. Mantuvo la función de conservador del museo Jacquemart-André de la abadía de Chaalis desde de la donación de la propiedad en 1912 hasta su muerte.
Fue miembro del Comité de honor de la Asociación del hogar de la abadía de Royaumont.
El escultor Philippe Besnard realizó un busto de Gillet.

## Obra
- Raphaël, Librería del arte antiguo y moderno, 1906
- Historia artística de las órdenes mendicantes : estudio sobre el arte religioso en Europa del XIII a los XVII siglos, H. Laurens, 1912
- El arte flamenco y Francia, G. Van Oest, 1918
- Crónica del tiempo de la guerra. - El asalto rechazado, Émile-Paul hermanos, 1919.
- Un tipo de oficial francés. Louis de Clermont-Tonnerre. Mandando de Zouaves 1877-1918, Perrin, 1919.
- Watteau : un gran maestro del XVIII siglo, Plon-Alimenta, 1921 disponible
- Sobre los pasos de San Francisco de Asís, Plon, 1926 disponible
- Tres variaciones sobre Claude Monet, 1927  - (Reedición) Klincksieck, 2010
- En las montañas sagradas : Orta, Varallo, Varese, Plon, 1928
- Esquisses inglesas, 1930
- Pruebas sobre el arte francés, 1937, dedicado a Bernard Berenson.
- Rayos y sombras de Alemania, Flammarion, 1937.
- Estela para James Joyce, Marsella, Ediciones de Sagitario, 1941, reedición en 1946, ediciones Agora, coll. Pocket, 2010   ,
- Dos poetas campesinos, Lamartine y Ch. Péguy, St-Félicien, Al Pigeonnier, 1941, Bois de Jean Chièze
- Dante, París, Flammarion, 1941
- París, Ciudad de provincia y capital de los artes, St-Félicien, Al Pigeonnier, 1942, bosque de Jean Chièze.
- Claudel Péguy, París, Ediciones de Sagitario, 1946.